# Vade Secure
Vade anciennement Vade Secure est une entreprise française spécialisée dans la conception et l'édition de solutions logicielles de sécurité des emails, détections d'emails abusifs ou malveillants (spam, hameçonnage, spear phishing, malware).
Fondée en 2008[Où ?] et implantée aux États-Unis depuis 2014, Vade compte plus de 5 000 clients à travers le monde et des bureaux aux États-Unis, au Canada, en France, au Japon et des laboratoires R&D en Amérique du Nord et en France,.

## Histoire
En 2017, Vade lève 10 millions d'euros auprès d'Isai pour étendre l'adaptation de ses produits à la suite bureautique Office 365 de Microsoft.
En juin 2019, Vade, qui a comme objectif de s'introduire sur le marché américain pensait lever 70 millions d'euros auprès du fonds General Catalyst.
En mars 2020, Vade annonce que General Catalyst ne souhaite finalement plus prendre de participation en raison du Covid.
Le 18 février 2021, lors de la présentation de sa stratégie pour la cybersécurité, le président de la république française Emmanuel Macron cite Vade comme « l'une des entreprises les plus prometteuses » pour devenir une licorne (start-up dont la capitalisation dépasse un milliard de dollars).
Début mars 2024, Vade est racheté par son concurrent allemand, Hornetsecurity, le but étant de créer un champion européen de la cybersécurité en unissant les forces des deux entreprises.
Le 15 mai 2025, l'ensemble formé par Hornetsecurity signe un accord définitif pour se vendre à leur rival américain Proofpoint..

## Accusations de vols de secrets industriels et commerciaux
En 2019, l'éditeur américain ProofPoint attaque en justice Vade Secure, accusant son concurrent d'infractions au copyrights et de vols de secrets industriels et commerciaux. L'entreprise est condamnée en première instance à verser près de 14 millions de dollars selon le tribunal de San Francisco,.